# Оукен, Артур
Артур Мелвин Оукен (англ. Arthur Melvin Okun; 1928—1980) — американский экономист, автор «закона Оукена». Председатель Совета экономических консультантов при президенте США в 1968—1969 годах.

## Биография
Родился в Джерси-Сити в семье владельца табачной лавки Луиса Оукена и Роуз Кантор. Выпускник Колумбийского университета, где получил степень бакалавра (1949) и степень доктора философии (1956). В 1951 году женился на Сюзанне Гроссман; трое сыновей.
Преподавал в Йельском университете с 1952 года. Представитель неокейнсианства. Автор концепции «индекса несчастья».
Лауреат премии Ф.Сейдмана (1979).